# Tomasz Gluziński
Tomasz Gluziński (ur. 18 października 1924 we Lwowie, zm. 3 maja 1986 w Zakopanem) – polski poeta, żołnierz AK, trener narciarski.

## Życiorys
Urodził się w rodzinie Józefa, nauczyciela gimnazjalnego, poety, i Zofii z domu Konradów, urzędniczki. Uczęszczał do III Państwowego Gimnazjum im. Króla Stefana Batorego we Lwowie.
Po wybuchu II wojny światowej, podczas okupacji radzieckiej Lwowa pracował jako robotnik, tragarz i goniec, a równocześnie uczęszczał do Szkoły Handlowej. W czasie okupacji niemieckiej należał od 1942 do Armii Krajowej. W 1944 brał udział w partyzantce na terenie Gorców, służąc w 1. Pułku Strzelców Podhalańskich AK. 
Po wojnie kontynuował naukę w Liceum Ogólnokształcącym im. Oswalda Balzera w Zakopanem, a następnie w Liceum im. Stefana Żeromskiego w Jeleniej Górze, równocześnie pracując jako robotnik, a później urzędnik PCK. W 1946 podjął studia na Wydziale Prawno-Administracyjnym Uniwersytetu Wrocławskiego, a od 1947 także na Wydziale Historii Sztuki. W okresie studiów pracował zimą jako trener narciarstwa w Akademickim Związku Sportowym w Karpaczu i w Zakopanem, będąc równocześnie zawodnikiem. W 1950 zrezygnował ze studiów i związał się z Zakopanem, gdzie podjął pracę trenera narciarstwa alpejskiego. W 1952 odbył kursy trenerskie Polskiego Związku Narciarskiego, Akademii Wychowania Fizycznego w Warszawie oraz Polskiego Komitetu Olimpijskiego. W latach 1952–1954 i 1960–1962 pełnił funkcję trenera kadry narodowej narciarstwa alpejskiego. W 1954 rozpoczął pracę jako trener w WKS Legia Zakopane. 
Debiutował w 1958 wierszami Homo sapiens i Wehikuł na łamach „Tygodnika Powszechnego” nr 27. Swoje wiersze publikował m.in. na łamach „Współczesności” (1961–1970), „Twórczości” (1963–1977), „Kulturze” (1964, 1970–1980), „Poezji” (1967–1973, 1980), „Literaturze” (1972–1981), „Nowym Wyrazie” (1973–1978), „Życiu Literackim” (1973–1979), „Tygodniku Powszechnym” (1973–1986) oraz w wydawanym poza cenzurą czasopiśmie „Bez dekretu” (1985, 1988). W wierszach zawierał refleksje nad miejscem człowieka we współczesnym odhumanizowanym świecie, m.in. Wątek, Wokaliza (oba 1968), Motowidło (1969), Przebieg wydarzeń (1977), W żarnach świata (1986). Wybór wierszy Wielkie pastwisko. 
Należał do miejskiego komitetu Frontu Jedności Narodu w Zakopanem. W 1971 został członkiem Oddziału Krakowskiego Związku Literatów Polskich.
Od 1954 był mężem narciarki Zofii z domu Gąsienica-Wawrytko (1930–2016).
Zmarł w Zakopanem, spoczywa na cmentarzu na Pęksowym Brzysku (sektor P-II-54).

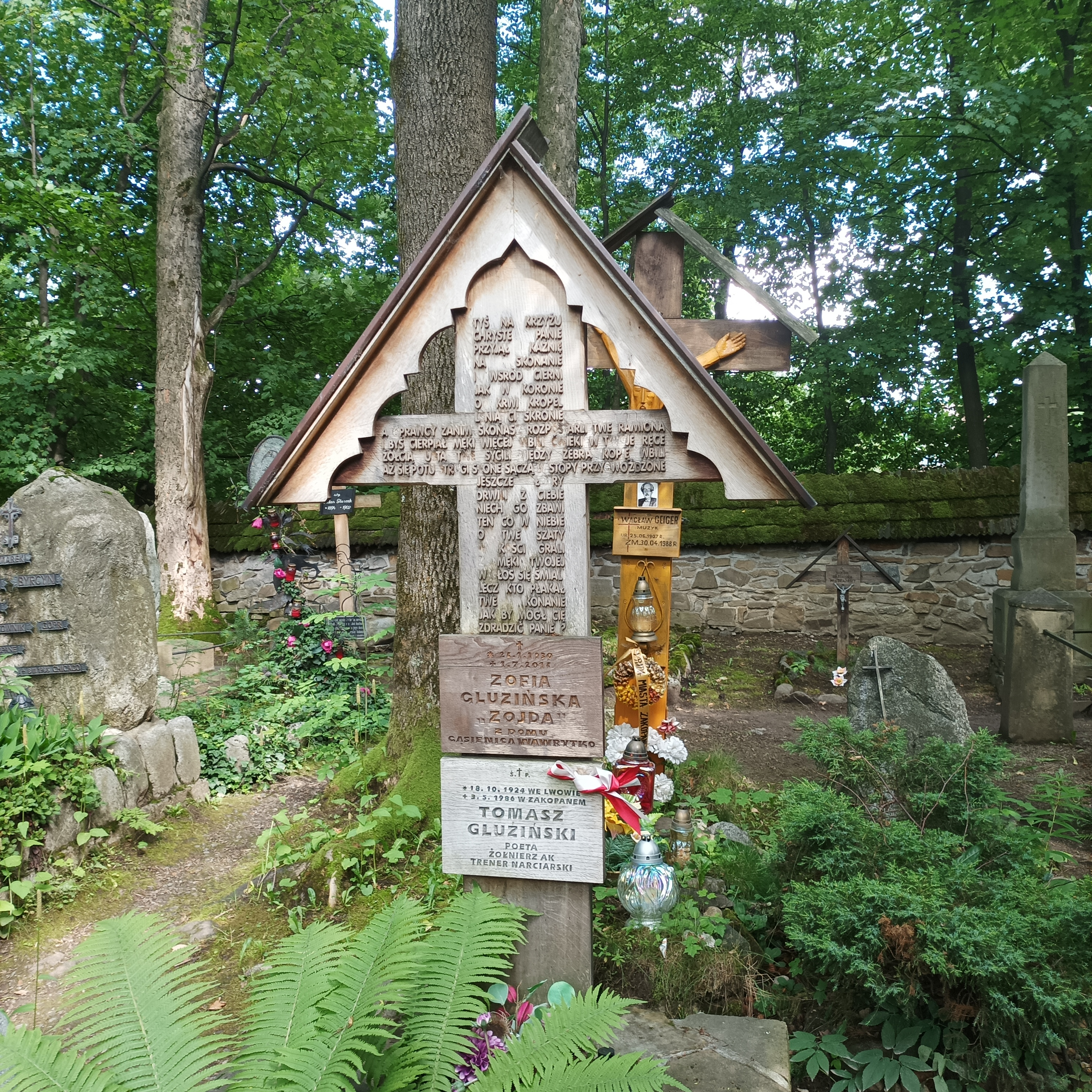
Grób Tomasza Gluzińskiego na cmentarzu Zasłużonych na Pęksowym Brzyzku

## Twórczość
- Wiersze, Państwowe Wydawnictwo „Iskry”, Warszawa 1964.
- Wątek, Wydawnictwo Literackie, Kraków 1968.
- Wokaliza, Państwowy Instytut Wydawniczy, Warszawa 1968.
- Motowidło, „Czytelnik”, Warszawa 1969.
- Sonety zwrotne, Wydawnictwo Literackie, Kraków 1972.
- Pod pieczęcią, Wydawnictwo Literackie, Kraków 1974.
- Przebieg wydarzeń, Wydawnictwo Literackie, Kraków 1977.
- Szczątki emocji, Wydawnictwo Literackie, Kraków 1982.
- Wybór wierszy, Wydawnictwo Literackie, Kraków 1982.
- Komplementy, Wydawnictwo Łódzkie, Łódź 1986.
- W żarnach świata, Wydawnictwo Literackie, Kraków 1986.
- System wartości, MG, Olsztyn 1996.
- Droga Krzyżowa i wiersze, W. Pilarczyk, Kraków 1997.
- Pieśń o męce i śmierci Pana Naszego Jezusa Chrystusa, Biblioteka „Więzi”, Warszawa 2005.
- Wielkie Pastwisko, Biblioteka „Więzi”, Warszawa 2005.

Źródło:.

## Odznaczenia
- Srebrny Medal „Siły Zbrojne w Służbie Ojczyzny” (1969)
- Brązowy Medal „Za zasługi dla obronności kraju” (1976)
- Odznaka „Zasłużony Działacz Kultury Fizycznej” (1969)

Źródło:.

## Nagrody
- Nagroda główna III Ogólnopolskiego Konkursu Poetyckiego o Laur Czerwonej Róży (1962)[3]
- Nagroda im. Roberta Gravesa Polskiego PEN Clubu za tom wierszy Przebieg wydarzeń (1978)